# Панаирен вестник
„Панаирен вестник“ е специализирано бизнес издание за международни изложби и панаири, издавано в Пловдив.

## История
Основано е през 1990 година от Костадин Цветанов (1950 – 2007) – професионален журналист, член на СБЖ, с близо 20 години опит във вестниците „Народна младеж“, „Диалог“ и в първия екип на „24 часа“.
През изминалите 24 години „Панаирен вестник“ има 87 издания. Под името Fair newspaper и Fair magazine, „Панаирен вестник“ има 40 издания за изложения в 14 държави от Европа, Азия и Африка.
47от броевете на вестника са посветени на пролетните и есенните панаири в Пловдив (1991-2014 г.), 40 са издания за специализираните изложби – „Винария“ (1994-2014) и „Агра“ (1995-2014). Специални издания има и за изложбите „Пиво, Гастро-П, Хляб“ и „Аутотек – Пловдив 99“ (организирани от „Международен панаир Пловдив“ АД), изложението „Месомания 2006“ (организирано от Експо-център, София).
Наред с първото собствено издание „Панаирен вестник“ (осн. 1991 г.) сред най-успешните и дълголетни са изданията „Винария“ (осн. 1994) и „Агра“ (осн. 1995). През периода 1994-2007 г. агенцията издава: вестник „Приватизация“ (съвместно с община Пловдив), списание „Купувам – продавам“, седмичник „Пловдив днес“, вестник „Бъдни вечер“, каталозите „Мебели“, „Бизнес адрес – Земеделие“, „Бизнес адрес – Храни и напитки“.

## Агра
Вестник „Агра“ е издание за едноименната Международна селскостопанска изложба „Агра“. Стартира през 1995 г. В обем 8/16 страници, пълноцветен, на луксозна хартия и с висококачествен печат, вестникът публикува актуални анализи, статии, коментари и статистика за състоянието и тенденциите в развитието на земеделието.

## Винария
Вестник „Винария“ е издание за едноименната Международна изложба за лозарство и винарство „Винария“. Изданието стартира през 1994 г. – година след основаването на самото изложение.